# Яванська Вікіпедія
Яванська Вікіпедія (яван. Wikipedia basa Jawa) — розділ Вікіпедії яванською мовою. Створена 8 березня 2004. Яванська Вікіпедія станом на 26 березня 2025 року містить 74 412 статей, 65 824 зареєстрованих користувачів, 98 активних дописувачів, 5 адміністраторів
. Загальна кількість сторінок в яванській Вікіпедії — 184 801, редагувань — 1 718 060, завантажених файлів — 4344
. Глибина (рівень розвитку мовного розділу) яванської Вікіпедії мала і становить 20.5 пунктів
. 

## Історія

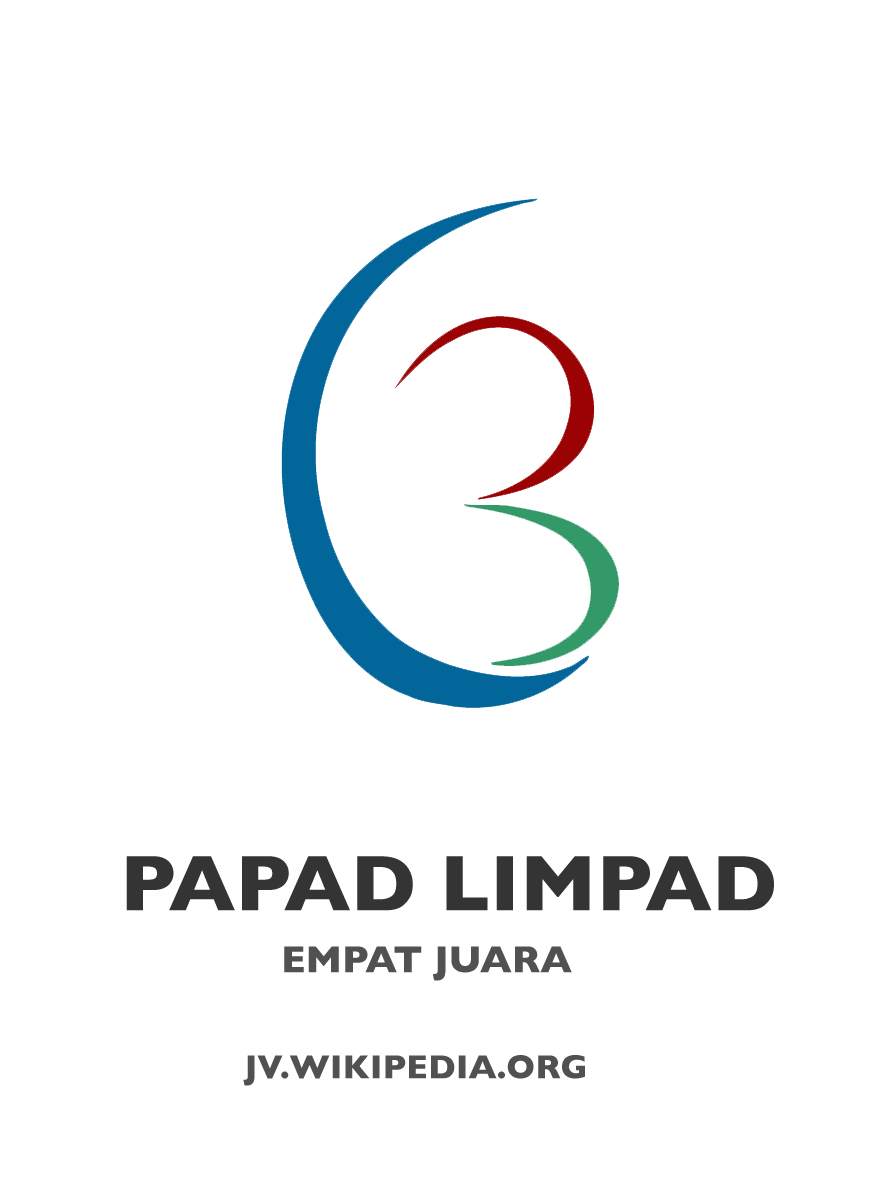
У 2011 році в яванській Вікіпедії проходив семимісячний конкурс з написання статей «Papat Limpad».

| Кількість статей | Дата           |
| ---------------- | -------------- |
| 1                | 8 березня 2004 |
| 100              | 9 липня 2004   |
| 500              | 30 квітня 2005 |
| 1 000            | 7 травня 2005  |
| 2 000            | 25 липня 2006  |
| 5 000            | 15 січня 2007  |
| 10 000           | 3 травня 2007  |
| 20 000           | 13 липня 2009  |
| 30 000           | 3 серпня 2010  |
| 40 000           | 5 жовтня 2012  |